# Odontomelus nyika
Odontomelus nyika är en insektsart som beskrevs av Nicholas David Jago 1995. Odontomelus nyika ingår i släktet Odontomelus och familjen gräshoppor. Inga underarter finns listade i Catalogue of Life.